# Munoboi
Munoboi ist eine osttimoresische Siedlung im Suco Cassa (Verwaltungsamt Ainaro, Gemeinde Ainaro). Das Dorf liegt im Südosten der Aldeia Civil, in einer Meereshöhe von 179 m. Durch Munoboi führt eine Straße, die Cassa, dem Hauptort des Sucos im Osten, mit dem Zentrum von Civil im Westen verbindet. Dort befinden sich die Weiler Unil und Maudole.